# Isoglossa expansa
Isoglossa expansa är en akantusväxtart som beskrevs av Raymond Benoist. Isoglossa expansa ingår i släktet Isoglossa och familjen akantusväxter. Inga underarter finns listade i Catalogue of Life.